# Standard Compression Scheme for Unicode
Standard Compression Scheme for Unicode (SCSU) é uma norma técnica do Unicode para reduzir a quantidade de bytes necessárias para representar texto nessa codificação de caracteres, especialmente se o texto usa em sua maioria caracteres de um ou poucos blocos de línguas suportadas. O processo é feito através do mapeamento dinâmico de valores entre 128 e 255 para as distâncias do início de blocos particulares de códigos Unicode de 128 bytes. Já que a maioria dos alfabetos reside em um bloco contíguo de códigos Unicode, textos que usam pequenos alfabetos e até mesmo pontuação pode ser codificado em um byte por caractere (mais o(s) caractere(s) inicial(ais) de configuração do padrão, o que geralmente é somente um).